# Acacia mountfordiae
Acacia mountfordiae é uma espécie de leguminosa do gênero Acacia, pertencente à família Fabaceae.